# Javorský vrch
Javorský vrch är ett berg i Tjeckien. Det ligger i den nordvästra delen av landet, 70 km norr om huvudstaden Prag. Toppen på Javorský vrch är 613 meter över havet, eller 213 meter över den omgivande terrängen. Bredden vid basen är 8,9 km.
Terrängen runt Javorský vrch är huvudsakligen lite kuperad.Runt Javorský vrch är det ganska tätbefolkat, med 116 invånare per kvadratkilometer. Närmaste större samhälle är Ústí nad Labem, 9,7 km sydväst om Javorský vrch. I omgivningarna runt Javorský vrch växer i huvudsak blandskog.